# Xã Logan, Quận Adams, Nebraska
Xã Logan (tiếng Anh: Logan Township) là một xã thuộc quận Adams, tiểu bang Nebraska, Hoa Kỳ. Năm 2020, dân số của xã này là 61 người.